# Домартовский период
Домартовский период (от нем. Vormärz, ˈfoːɐ̯ˌmɛʁt͡s) — исторический период, который начался после Венского конгресса 1815 года и Июльской революции 1830 года и продолжался до Революции 1848 года в Германском союзе. Этот период также называют эпохой Меттерниха, в искусстве — бидермейером. В этот период в Австрии и Пруссии были проведены полицейские меры с сильной цензурой в ответ на призывы к либерализации общественно-политической жизни.
Исторический период с 1815 по 1848 годы, характерными особенностями которого были застой в общественной жизни Австрии, господство обывательских воззрений и вкусов, реакционный политический режим Меттерниха, подавление революционной национально-освободительной мысли, проникновение полиции и церкви во все сферы жизни [название связано с так называемой «Мартовской революцией»].